# Казарка (приток Плавы)
Казарка — река в России, протекает в Тульской области. Левый приток Плавы.

## География
Река Казарка берёт начало южнее деревни Ченцовы Дворы. Течёт на восток по открытой местности. Устье реки находится в 7,7 км по левому берегу Плавы. Длина реки составляет 12 км. Крупнейший правый приток Казарки — река Калиновка.

## Данные водного реестра
По данным государственного водного реестра России относится к Окскому бассейновому округу, водохозяйственный участок реки — Упа от истока и до устья, речной подбассейн реки — Бассейны притоков Оки до впадения Мокши. Речной бассейн реки — Ока.
Код объекта в государственном водном реестре — 09010100312110000019458.